# Juan Luis Hens Lorite
Juan Luis Hens Lorite, més conegut com a Juanlu (Fuente Palmera, 7 de febrer de 1984) és un exfutbolista andalús, que ocupava la posició de migcampista. Ha estat internacional amb les seleccions inferiors espanyoles.

## Trajectòria esportiva
Comença a despuntar al Córdoba CF. El 2003 fitxa pel València CF, que l'incorpora al seu filial. A la temporada 2004-05 debuta a la màxima categoria amb el primer equip valencianista, i a l'any següent, és cedit a la UE Lleida.
L'estiu del 2006 fitxa per l'Hèrcules CF, de Segona Divisió, la mateixa categoria que militaran els seus següents equips, Granada 74 CF i CD Tenerife. A la campanya 2008-09 aconsegueix l'ascens a Primera Divisió amb els canaris, tot jugant 35 partits i marcant 4 gols.
La temporada 2011-12 fitxa pel Girona FC per tres temporades. L'estiu de 2013, el jugador andalús prorroga la seva vinculació amb el club gironí fins al juny de 2015 a canvi de rebaixar-se el sou.
El 2015 fitxa pel FC Cartagena de segona divisió B. L'estiu de 2017, va fitxar pel Mérida AD de la mateixa categoria.